# Cappella Caracciolo di Vico

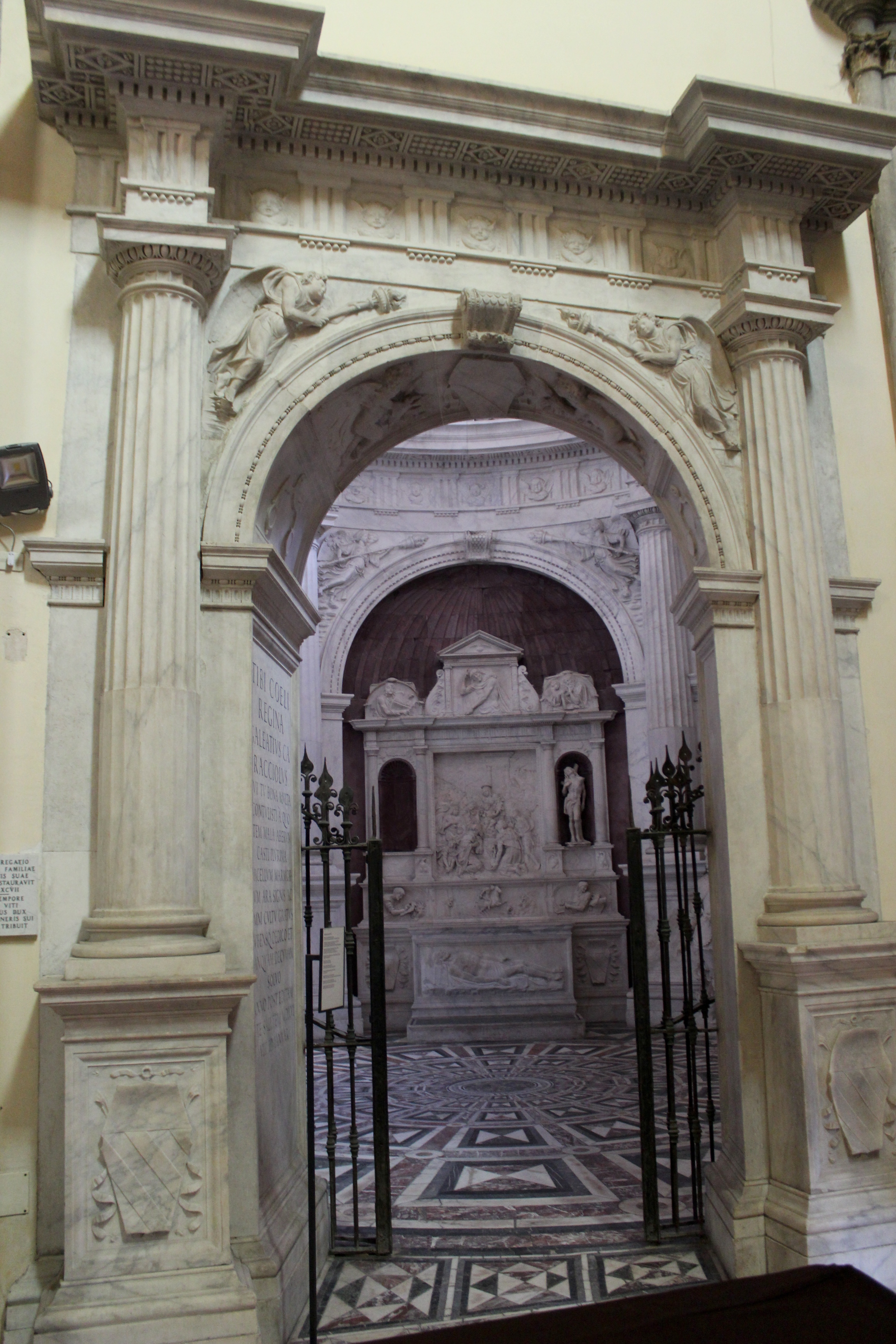
Arco marmoreo d'ingresso alla cappella

La cappella Caracciolo di Vico è una cappella rinascimentale edificata agli inizi del Cinquecento nella chiesa di San Giovanni a Carbonara di Napoli. 
Si tratta di una delle architetture più importanti del XVI secolo nell'Italia meridionale, raccogliendo al suo interno opere dei più autorevoli artisti rinascimentali del panorama locale.

## Storia
La cappella fu voluta nel 1514 da Galeazzo Caracciolo di Vico, un potente maggiorente del sedile di Capuano e gran condottiero per la corona d'Aragona, vincitore della battaglia di Otranto, appartenente a una delle famiglie più potenti del viceregno spagnolo a Napoli il cui ramo familiare deriva dal paese nel Gargano dove i Caracciolo furono marchesi nel 1496 con la cessione dei terreni da parte di Ferrante II d'Aragona. Il completamento dell'opera risale al 1516, dopo 17 anni dalla sua fondazione (1499) per poi riprendere i lavori in una seconda fase voluti dal figlio primogenito ed erede Nicolantonio, alla morte di Galeazzo, entrambi sepolti all'interno della cappella.

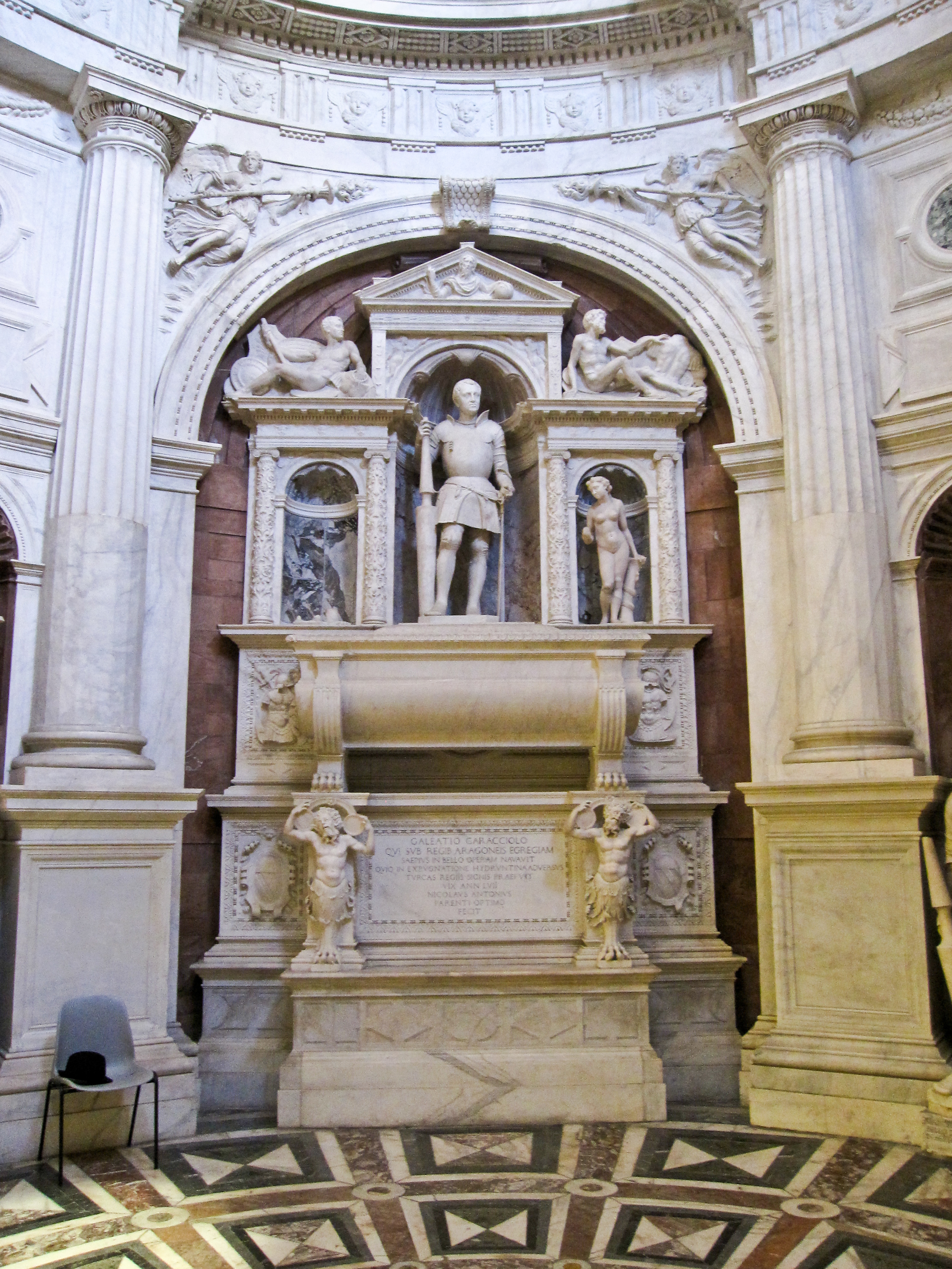
Sepolcro di Galeazzo Caracciolo, committente della cappella

Il cantiere si divise quindi sostanzialmente in due fasi di lavoro successive tra loro, al primo quarto del Cinquecento infatti risale l'architettura dell'ambiente e l'altare dell'Epifania di Diego de Siloé e Bartolomé Ordóñez, datato 1517 circa, mentre alla metà dello stesso secolo risalgono i due monumenti funebri a Nicolantonio e Galeazzo Caracciolo sulle pareti laterali e le restanti opere scultoree decorative dell'interno, che videro i lavori di Giovanni da Nola, Girolamo D'Auria, Giovanni Domenico D'Auria e Annibale Caccavello.
La nascita della cappella in San Giovanni a Carbonara si deve dopo una prima esclusione della chiesa di Donnaregina Vecchia, anch'essa del sedile di Capuano, vicina alla dimora dei Caracciolo di Vico e custode della sepoltura dei genitori di Galeazzo. Tuttavia essendo il complesso religioso già saturo di spazi, la decisione di edificare una cappella gentilizia familiare sarebbe quindi caduta nel complesso agostiniano per via della presenza in loco già di un suo antenato, Sergianni Caracciolo nella cappella Caracciolo del Sole, e probabilmente per via dell'importante collocazione concessa dai padri, che affidarono lo spazio vicino all'altare maggiore e al sontuoso monumento funebre a re Ladislao.
Non si ha certa attribuzione del progetto strutturale della cappella; secondo una prima analisi la storiografia ufficiale ha attribuito lo stesso al lavoro di Giovanni Tommaso Malvito (figlio di Tommaso Malvito), almeno per quanto riguarda i marmi, tuttavia tale tesi fu rivista in quanto i documenti che citano il Malvito ad operare nella chiesa di Santa Maria delle Grazie a Caponapoli, compiendo la cappella di Giovannello de Cuncto, definisce l'utilizzo come modello di partenza della cappella di San Giovanni a Carbonara senza fare quindi alcun riferimento all'attribuzione dell'architettura («a fare la dicta cappella con le infrascripte opere de marmore gentile, [...] de la cappella del signor Galianczo Caraczulo, constructa in la venerabile ecclesia de Sancto Joanne ad Carbonara de Neapoli»). Altre ipotesi successive hanno quindi condotto poi all'idea che la cappella sia stata il frutto di un lavoro partito da un disegno di un architetto della scuola romana del Bramante, tesi avanzata da Wolfgang Lotz che riconduce lo stile a quello del tempietto di San Pietro in Montorio e alla Santa Casa di Loreto, o di Giuliano da Sangallo, ipotesi di Charlotte Nichols che comprova in questo modo la tesi diffusa secondo cui l'architettura del Rinascimento a Napoli proverrebbe da autori esclusivamente d'importazione. Studi più recenti di Isabella Di Resta (1991) hanno invece dimostrato che il progetto sia derivato direttamente dall'opera di Giovanni Francesco Mormando, architetto già attivo a Napoli dal 1483 e principale del viceregno aragonese.
Se dubbia è l'attribuzione dell'architettura, certa invece è l'attribuzione ai due autori spagnoli dell'altare marmoreo principale in quanto in occasione della prima menzione della cappella, con la lettera di Pietro Summonte all'amico veneziano Marcantonio Michiel del 1524, con la quale rispose della condizione artistica napoletana del periodo, la cappella fu segnalata immediatamente dopo quella Piccolomini di Sant'Anna dei Lombardi a cui lavorarono Antonio Rossellino e Benedetto da Maiano e quella Carafa Santa Severina nella controfacciata di San Domenico Maggiore a cui lavorarono invece Romolo Balsimelli e Andrea Ferrucci, citando proprio il de Siloe e Ordóñez come autori dell'opera.

## Descrizione

### Pianta
| 1. Ingresso 2. Statua di apostolo (scuola di Giovanni da Nola, metà XVI secolo) 3. Busto di Lucio Caracciolo (bottega del Sanmartino XVIII secolo) 4. Sepolcro di Galeazzo Caracciolo (Annibale Caccavello e Giovanni Domenico D'Auria, 1557) 5. Statua di apostolo (scuola di Giovanni da Nola, metà XVI secolo) 6. Statua di Marcello Caracciolo (Girolamo D'Auria, 1573) 7. Altare dell'Epifania (Diego de Siloe e Bartolomé Ordóñez, 1516 circa) 8. Statua di apostolo (scuola di Giovanni da Nola, metà XVI secolo) 9. Statua di Carlo Maria Caracciolo (Ercole Ferrata, 1641) 10. Sepolcro di Nicolantonio Caracciolo (Annibale Caccavello e Giovanni Domenico D'Auria, 1573) 11. Statua di apostolo (scuola di Giovanni da Nola, metà XVI secolo) 12. Busto di Carlo Andrea Caracciolo (Giuliano Finelli, 1643) | Pianta della cappella |

### Interno

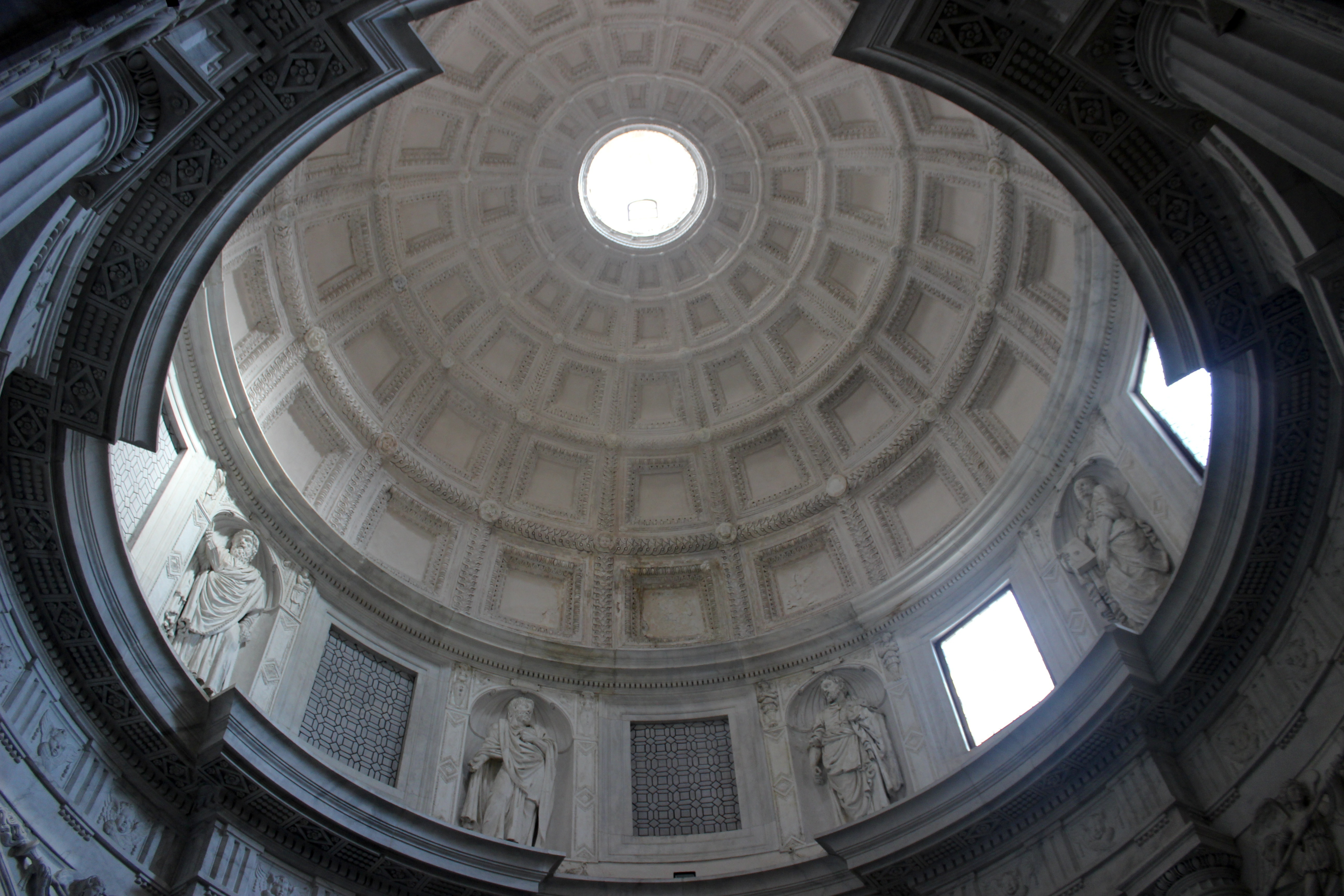
Interno della cupola

Posta alla sinistra del presbiterio della chiesa accessibile tramite un arco trionfale marmoreo decorato alle basi delle colonne con gli stemmi familiari, la sala presenta una forma circolare (più correttamente si tratta di un ottagono irregolare) non in asse con l'ingresso in cappella, essendo la stessa assieme al portale leggermente inclinata verso ovest, con quattro grandi arcate alle pareti (di cui una costituisce l'accesso) alternate ad altre quattro minori intervallate tra loro da otto colonne doriche che conferiscono alla struttura eleganza ed equilibrio, in particolare grazie all'effetto reso dalle piccole nicchie che ivi si aprono.

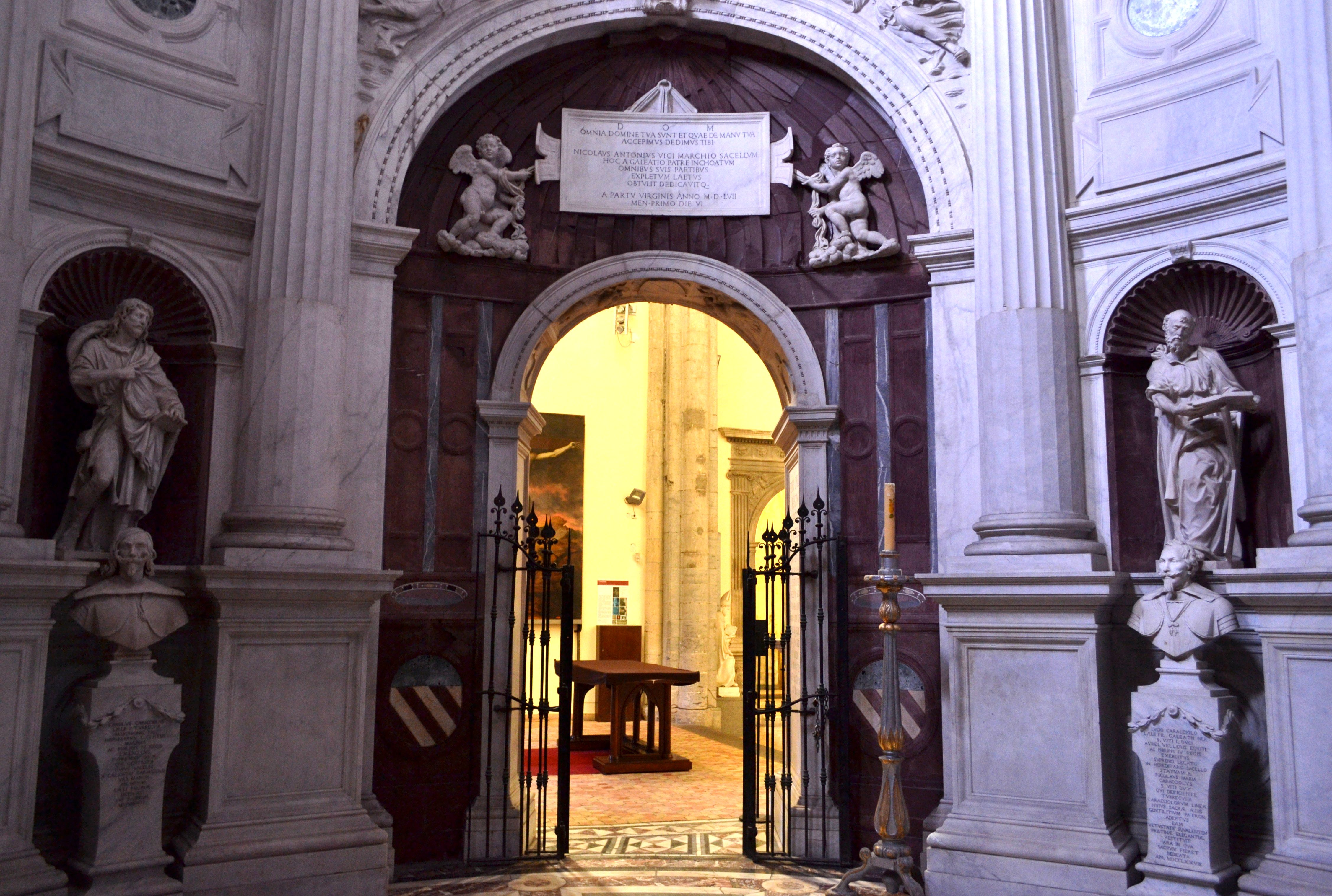
Controfacciata

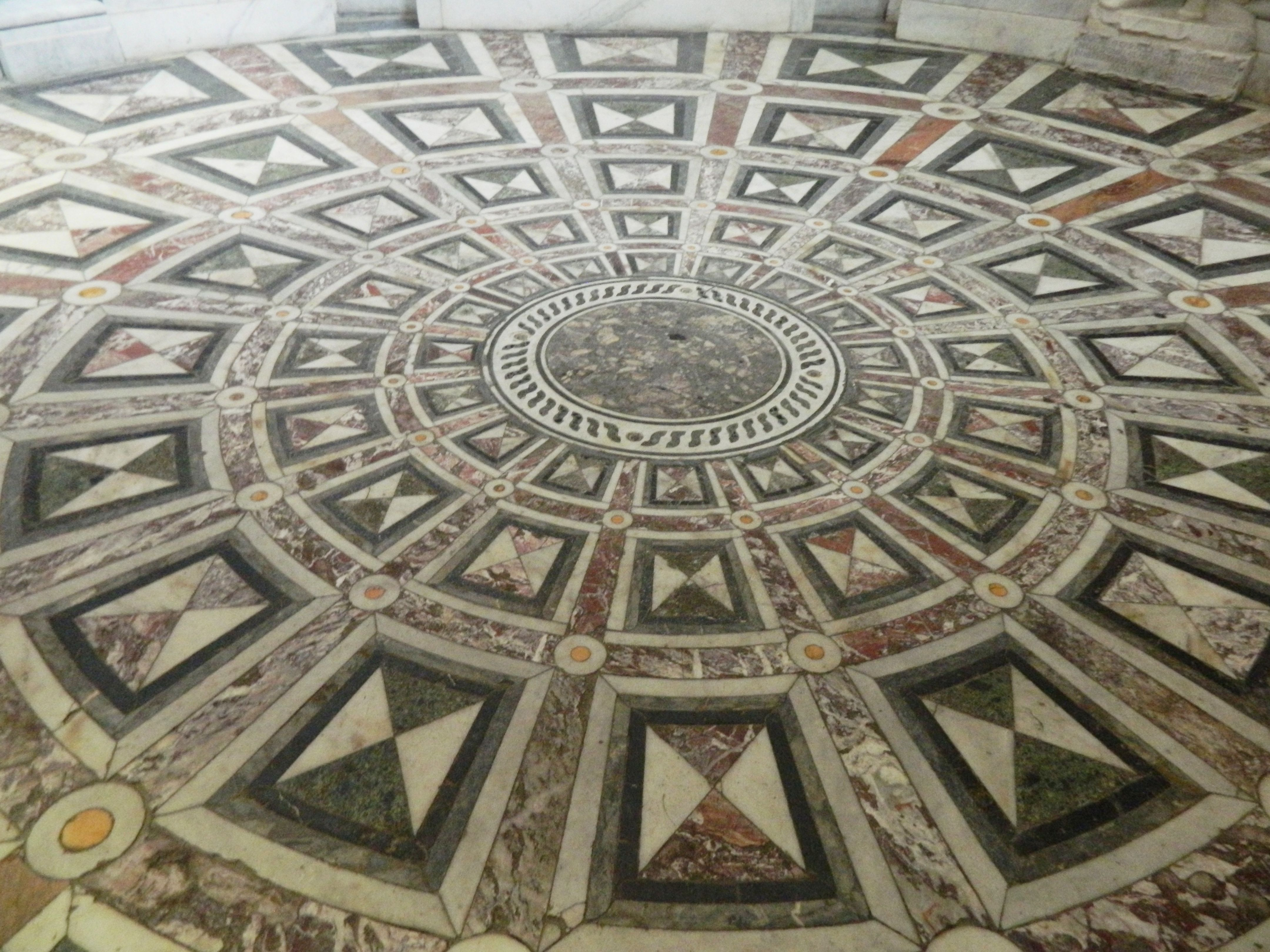
Pavimento marmoreo

I materiali usati per le decorazioni interne sono il marmo di Carrara e la pietra rossa di porfido. Sul varco marmoreo d'accesso un'epigrafe collocata sulla facciata sinistra del passaggetto cita la data della conclusione dei lavori alla cappella, il 6 gennaio 1516, giorno dell'Epifania, e il nome del committente Galeazzo Caracciolo. La controfacciata vede invece sopra l'arco due putti di Annibale Caccavello del 1547 che sorreggono una tavola su cui un'iscrizione cita Nicolantonio come committente dei lavori di metà Cinquecento e ricorda la conclusione verosimile degli stessi, avvenuta il 6 gennaio 1557, ancora una volta giorno dell'Epifania.
La cupola a cassettoni in marmo decresce verso il punto centrale su cui si innalza un altro cupolino che funge da lanternino, e vede nel tamburo, su delle nicchie che si alternano alle finestre, otto statue di gesso di apostoli attribuiti tutti alla scuola di Giovanni da Nola e risalenti alla metà del Cinquecento. Il pavimento marmoreo presenta fasce con motivi geometrici che richiamano i motivi della cupola e che in maniera circolare conducono al centro della cappella.

#### Altare dell'Epifania

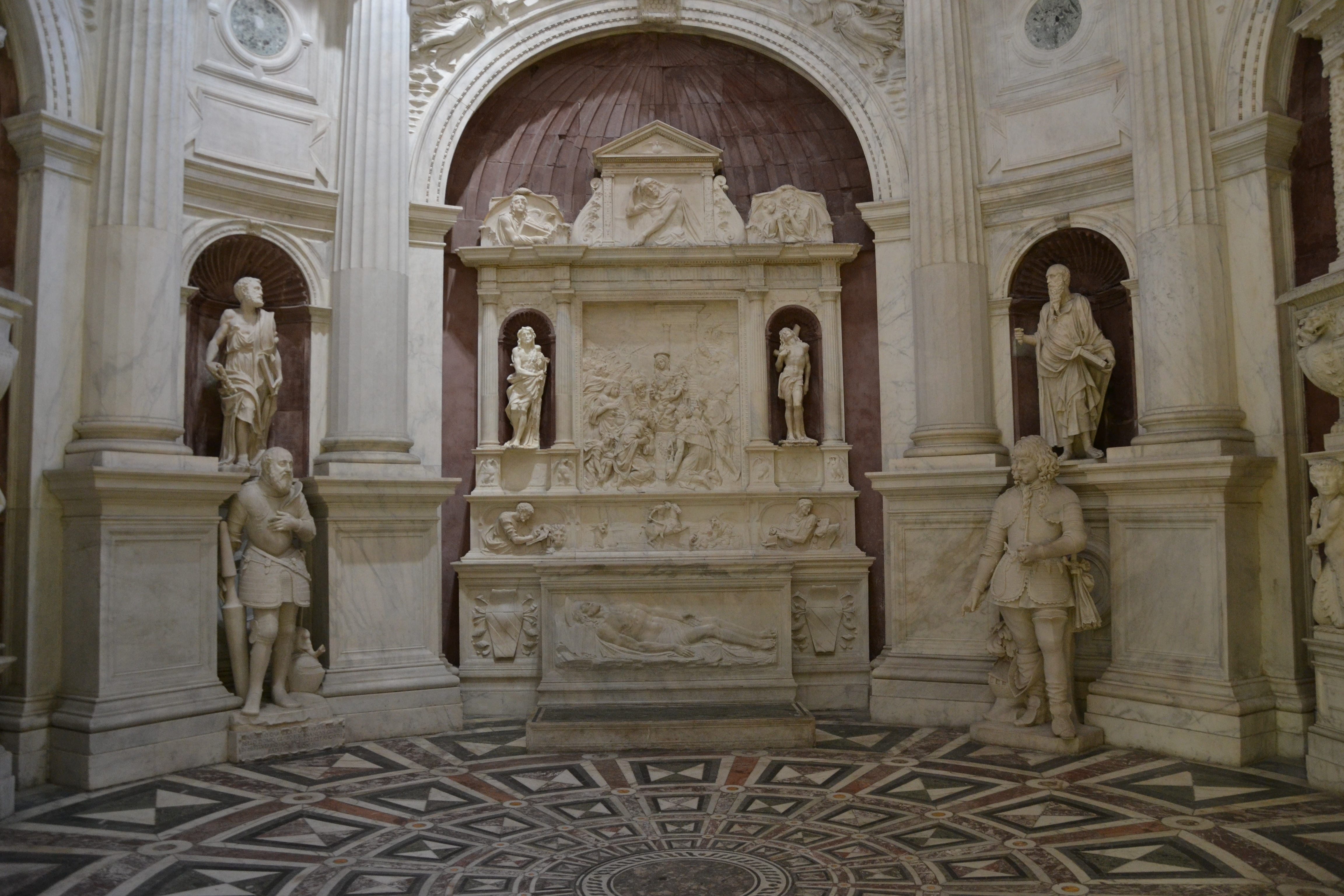
Altare dell'Epifania con ai lati, nelle nicchie, due apostoli e davanti a loro Marcello (a sinistra) e Carlo Maria Caracciolo (a destra)

Nella parete frontale all'ingresso è l'altare marmoreo dell'Epifania degli scultori spagnoli Diego de Siloé e Bartolomé Ordóñez del 1516 circa. Alla base si compone di una cassa dove sul fronte è il bassorilievo del Cristo morto del De Siloe. Lo scomparto centrale è caratterizzato invece da una predella composta da tre altorilievi: al centro è una rappresentazione del San Giorgio che sconfigge il drago ancora del De Siloe; ai lati in due riquadri sono invece le figure a mezzobusto degli evangelisti San Luca (a sinistra) e San Marco (a destra) di Ordóñez. Al centro dello scomparto è invece la pregevole e grande scena dell'Adorazione dei Magi di Bartolomé Ordóñez, la quale sfuma dal basso verso l'alto da altorilievo a bassorilievo; ai lati sono due nicchie con sculture posteriori alla nascita del monumento, in una, quella di sinistra, era un San Giovanni Battista di Girolamo Santacroce, nell'altra, a destra, si vede invece la scultura del da Nola su San Pietro datata 1540 circa. Sotto le nicchie sono invece in marmo stiacciato le scene del Sacrificio di Abramo e del Sacrificio di Mosè ancora di Ordóñez. La terza fascia dell'altare ha sul timpano il rilievo del San Giovanni al centro, mentre ai lati in due lastre marmoree sono scolpite in mezzorilievo le figure di San Sebastiano e San Matteo, tutte del De Siloe, così come i cherubini nelle metope dell portale.

#### I sepolcri di Galeazzo e Nicolantonio Caracciolo

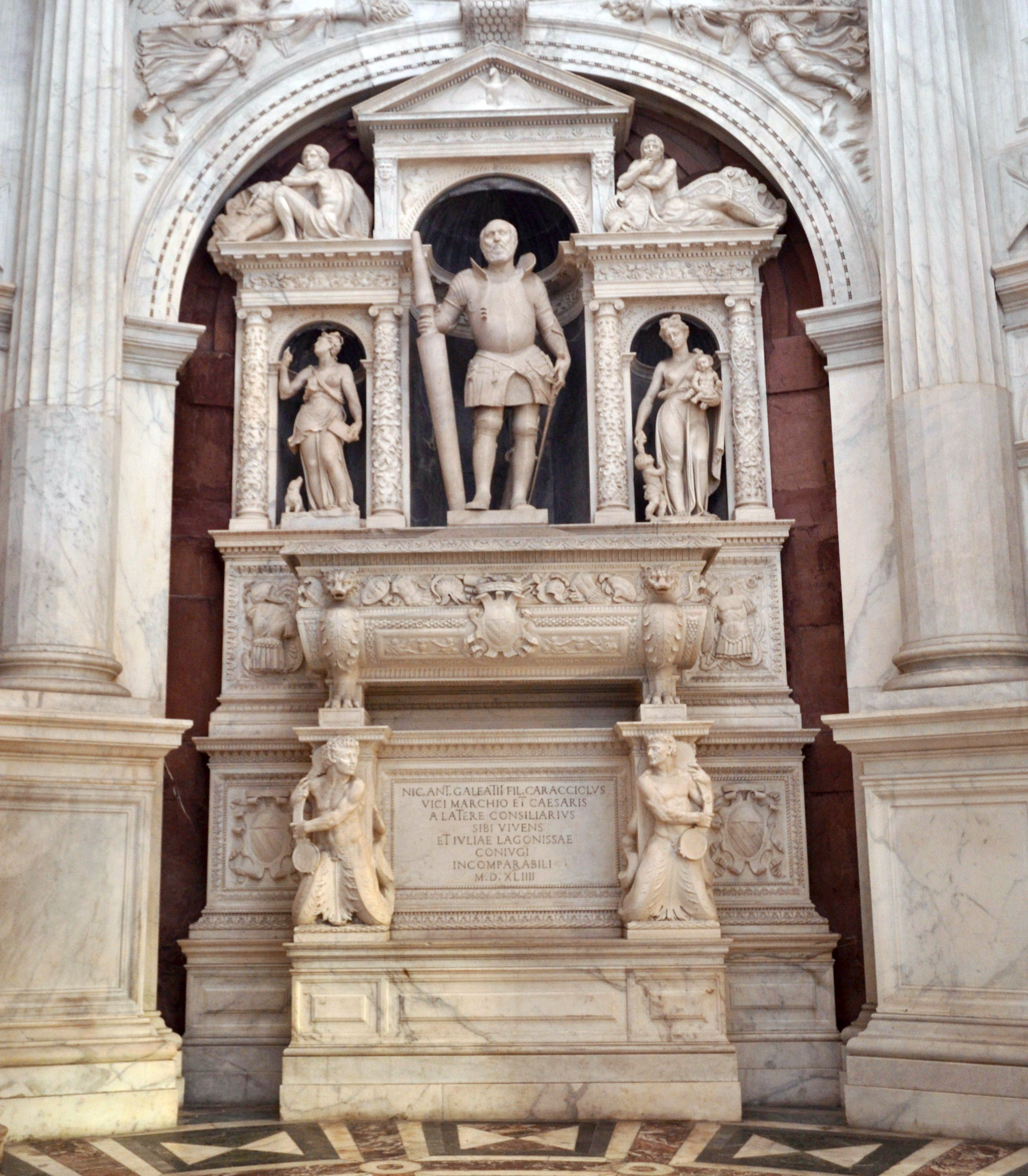
Sepolcro di Nicolantonio Caracciolo

Ai lati della cappella sono invece i sepolcri di Galeazzo (a sinistra) e Nicolantonio Caracciolo (a destra) entrambi di Annibale Caccavello con l'aiuto di Giovanni Domenico D'Auria datati il primo 1557 e il secondo 1573 e collocati in grandi nicchie rivestite di marmo rosato che conferiscono una visione prospettica di chiara impronta rinascimentale.
Il sepolcro di Galeazzo si compone alla base di tritoni bifidi ai lati di un'iscrizione commemorativa centrale, che a mo' di cariatidi sorreggono la cassa sopra la quale è la scultura del defunto in posizione eretta entro una nicchia con ai lati in altre due nicchie più piccole sono, a destra, la scultura della Carità mentre a sinistra era una volta quella della Fedeltà, poi trafugata. Sul timpano del monumento è la figura dell'Eterno in mezzorilievo con ai lati due statue di figure allegoriche distese, sopra le nicchie delle virtù. Altri fregi ai lati della base e del sarcofago mostrano invece lo stemma nobiliare della famiglia Caracciolo del Sole, nel primo caso, e armi e armature, nel secondo. 
Il sepolcro di Nicolantonio si struttura nell'architettura in maniera analoga a quello del Galeazzo, che quindi con molta probabilità fece da modello. I punti su cui si differenzia rispetto al primo è nei tritoni bifidi, nei fregi che decorano la cassa, nelle due virtù presenti ai lati della statua del defunto (questa volta entrambe le statue presenti nella composizione) e nella decorazione del timpano, che vede in questo monumento la figura di un'aquila.
Ai lati dei quattro grandi archi si collocano nelle nicchie minori statue di santi apostoli (San Paolo, San Pietro, Sant'Andrea e San Giovanni) databili alla metà del XVI secolo e attribuiti alla scuola del da Nola. Davanti a loro sono due grandi statue a figura intera nella zona anteriore della cappella e due busti in quella posteriore ritraenti esponenti dei Caracciolo, tra cui il Carlo Maria Caracciolo di Ercole Ferrata, eseguito nel 1643, e la scultura di Marcello Caracciolo, opera di Girolamo D'Auria del 1573 (commissionata dal figlio Ferrante Caracciolo, I duca di Airola), rispettivamente a destra e sinistra dell'altare marmoreo centrale; il busto di Lucio Caracciolo è invece a sinistra della controfacciata e risulta essere della bottega di Giuseppe Sanmartino nonché una copia di quello fatto da Giuliano Finelli per la chiesa dei Santi Apostoli di Napoli, quest'ultimo che invece eseguì il busto di Carlo Andrea Caracciolo firmato e datato 1643 per la nicchia a destra della stessa controfacciata.